# アルトゥーロ・リプスタイン
アルトゥーロ・リプスタイン（スペイン語: Arturo Ripstein, 1943年12月13日 - ）はメキシコ・メキシコシティ出身の映画監督。

## 来歴
父親は映画プロデューサー。ルイス・ブニュエル作品の助監督としてキャリアをスタートさせた。1965年に映画監督としてデビュー。これまで50本ほどの作品を手がけており、そのうちの3本がカンヌ国際映画祭パルム・ドールにノミネートされた。

## 主な監督作品
- 純潔の城 The Castle of Purity(1973)
- 聖なる儀式 The Holy Inquisition(1974)
- フォックストロット Foxtrot (1976)
- 境界なき土地 The Place Without Limits(1978)
- 夜の女王 La Reina de la noche (1994)
- ディープ・クリムゾン 深紅の愛  DEEP CRIMSON Profundo carmesí (1996)
- 嘆きの通り Bleak Street(2015)